# Татарна
Татарна (на гръцки: Μονή Τατάρνας) е православен манастир в Евритания, Гърция, намиращ се на около 70 км от Карпениси и на около 100 км от Агринио. Мястото му е на 380 м надморска височина на полуостров в Кремаста, с прекрасна гледка към Балтос. Името му носи старият мост от XVII век на брода на Аграфиотис, който всяка пролет се е пълнел от придошлите води на реката – преди изграждането на язовира. Сега мостът е под водите на Кремаста.
В миналото манастирът е имал метоси и църква, посветена на Света Параскева, около янинското езеро. По османско време под манастира и водите на Кремаста се е провеждал най-големият панаир, и по-специално такъв за едър впрегатен добитък в днешна Западна Гърция. Панаирът продължавал седмица. Изграждането на Татарна се свързва с Теодора Петралифина, макар манастирът да е основан поне век по-рано. Вероятно по нейно време е реновиран и дострояван. Манастирът е сериозно реновиран през 1556 г. по времето на вселенския патриарх Дионисий II Константинополски. След това ктитори на Татарна са влашките и молдовски владетели. Манастирът подържа връзка и с Московското царство през втората половина на XVI век. 
В манастира е ръкоположен за дякон през 1615 г. Евгений Етолийски. Татарна е свързана и с дейността на неговия ученик Анастасий Горди.